# Moscopole

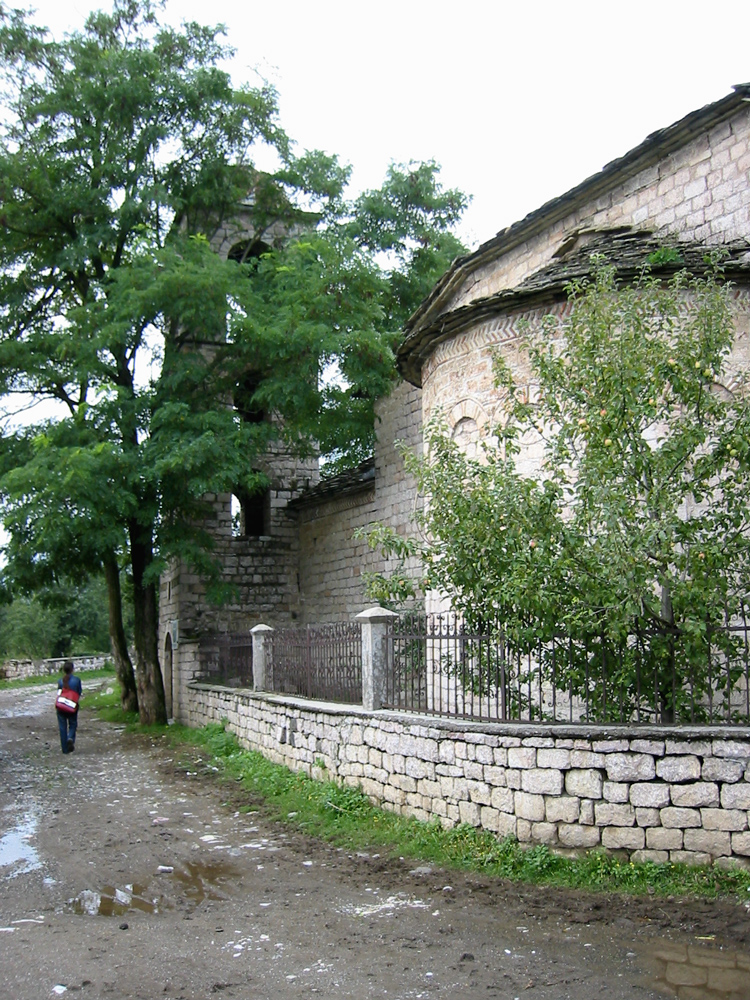
Biserică din Moscopole, ridicată în 1721

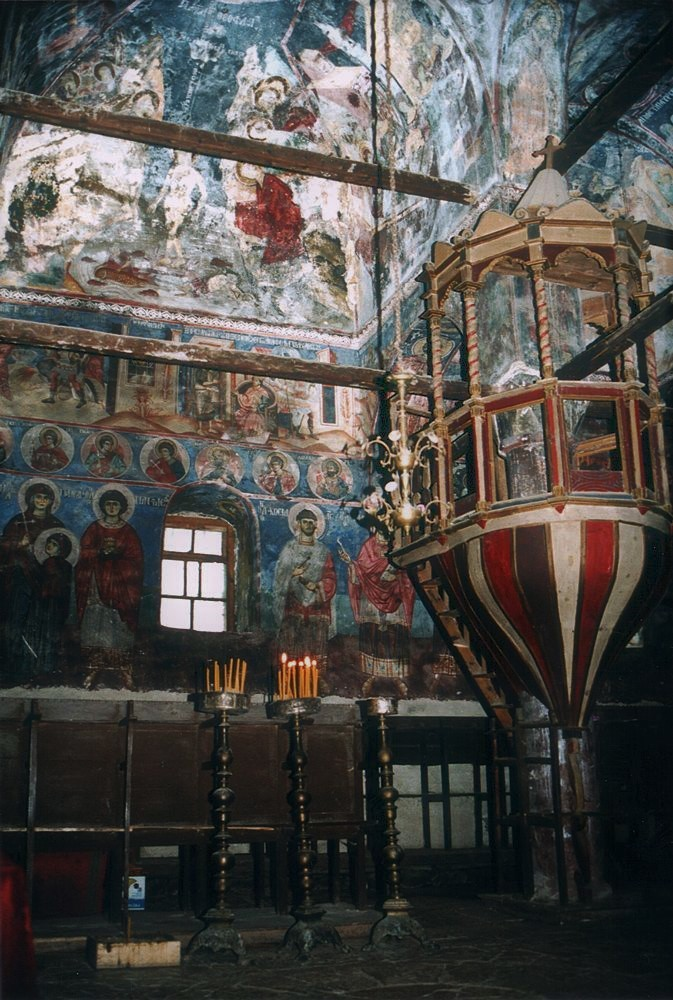
Picturi din biserică

Moscopole (în albaneză Voskopojë/Voskopoja, în aromână Moscopole, în greacă Μοσχόπολις, transliterat: Moschopolis, în macedoneană Москополе, transliterat: Moskopole, în sârbă Москопоље, cu alfabetul latin: Moskopolie) este un mic sat din sud-estul Albaniei. În secolul al XVII-lea era un mare oraș din Balcani și centru cultural și comercial al aromânilor, aici apărând prima tipografie din Balcani. Orașul a fost distrus în întregime în 1788 de către trupele albaneze aflate sub comanda lui Ali Pașa. 

## Istorie
Deși aflat într-un loc destul de izolat în munții dintre Grecia și Albania, orașul a reușit să devină cel mai important centru al aromânilor. În zilele sale de glorie (anii 1760) avea o populație de peste 60.000 de locuitori (mai mare la acea vreme ca orașul Atena din Grecia), fiind al doilea oraș balcanic din punctul de vedere al populației și al prosperității, depășit fiind doar de Constantinopol.
Orașul era locuit aproape exclusiv de aromâni. O analiză efectuată la Moscopole în 1935 asupra numelor de familie existente, a dezvăluit faptul că marea majoritate a populației erau într-adevăr de origine aromână. Conform istoricului german Johann Thunmann care a vizitat Moscopole și a scris o istorie a aromânilor în 1774, toți locuitorii orașului vorbeau limba aromână; mulți însă cunoșteau și limba greacă (limba bisericii), care era folosită pentru scrierea contractelor.
Spre sfârșitul secolului al XVIII-lea orașul a evoluat mult datorită comerțului cu Germania, Veneția și Constantinopol, având mai multe manufacturi, în jur de 70 de biserici, bănci, o tipografie (o altă tipografie nu mai exista în Imperiul Otoman decât la Constantinopol) și chiar o universitate (Noua Academie sau Hellênikon Frôntistêrion, fondată în 1744). La Moscopole a apărut o adevărată efervescență culturală, mulți autori publicându-și lucrările atât în greacă (limbă a culturii din Balcanii la acel moment) cât și aromână scrisă în alfabetul grec. În 1770, aici a apărut primul dicționar al celor 4 limbi balcanice moderne (greacă, albaneză, aromână și bulgară).
Acțiunile din 1769 ale otomanilor au fost doar începutul unei serii de atacuri, care au culminat cu atacul din 1788 al trupelor albaneze conduse de Ali Pașa asupra orașului, atac care s-a soldat cu distrugerea completă a localității. Atacurile albanezilor musulmani aveau ca pretext revolta Orlov. Supraviețuitorii au emigrat în Grecia (unde au revenit la ocupațiile lor vechi - creșterea animalelor), Serbia, România și Bulgaria. O parte din elita comercială a emigrat în Austro-Ungaria, mai ales în cele 2 capitale, mai ales în Viena și Budapesta, dar și în Transilvania, unde au jucat ulterior un rol esențial în renașterea națională a României.
Orașul nu a mai reușit să atingă din nou statutul său precedent. În anul 1914, Moscopole a fost parte a Republicii Autonome a Epirului de Nord. A fost distrus din nou în 1916 în timpul Primului Război Mondial de trupele albaneze (aliate cu Puterile Centrale) conduse de tâlharul Sali Butka (considerat de albanezi drept erou național, însă de aromâni drept un criminal de război și tâlhar). Ca urmare a acestui asediu, mii de aromâni au fost masacrați în mod brutal de trupele albaneze conduse de teroristul Sali Butka.
În timpul războiului greco-italian din 1940, orașul a fost controlat de forțele grecești. În aprilie 1941, după capitularea Greciei, Moscopole a revenit sub controlul Axei. Clădirile rămase au fost demolate de trei ori în timpul Celui De-Al Doilea Război Mondial: o dată de către trupele italiene și de două ori de către organizația naționalistă albaneză Balli Kombetar, ultimii efectuând și alte două masacre împotriva aromânilor din această localitate. În timpul Albaniei comuniste, localitatea a fost aproape în totalitate distrusă de autorități ca urmare a politicilor de sistematizare a localităților, de intimidare a minorității aromâne și de anihilare a religiei (toate bisericile din localitate au fost dărâmate/închise de autorități până la căderea comunismului). Din orașul vechi, șase biserici ortodoxe (una într-o stare foarte distrusă), un pod(de la Sfânta Vineri) și o mănăstire au supraviețuit. In anul 1996, biserica ortodoxă aromână Sf. Mihail a fost vandalizată de trei adolescenți fanatici musulmani albanezi, sub influența unui musulman fundamentalist străin. În 2002, cinci biserici au fost trecute pe lista primelor 100 de monumente aflate în pericol de dispariție .
Localitatea de astăzi este doar un mic sat de munte aflat în districtul Korçë din Albania. Memoriile glorioase ale orașului pierdut Moscopole rămân însă o parte importantă a culturii aromâne.

## Demografie
Populația orașului a crescut mult de-a lungul timpului, atingând un maximum la 1788, înaintea atacului final otoman. După distrugerea sa a rămas la statutul de mic sat:
- 1750: 45.000 locuitori
- 1788: 60.000 locuitori
- 2000: 700 locuitori

## Geografie
Moscopole este situat la 18 km la vest de Korçë, în munții din sud-estul Albaniei, la o altitudine de 1.160 metri.

## Imagini Moscopole 2010

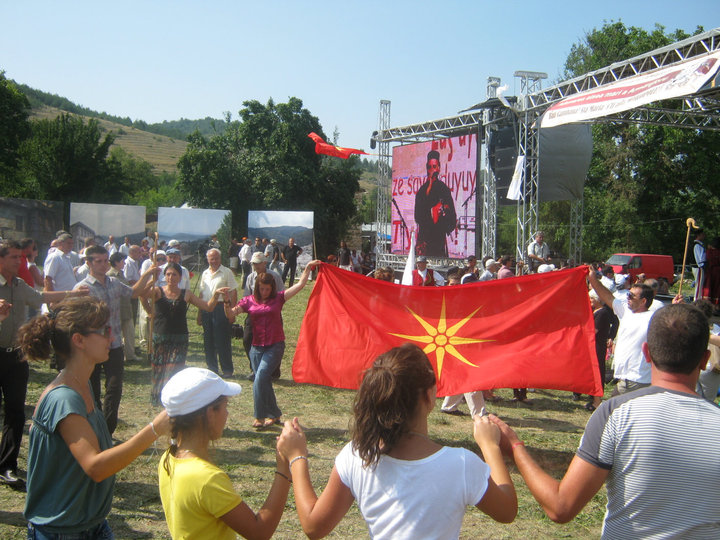
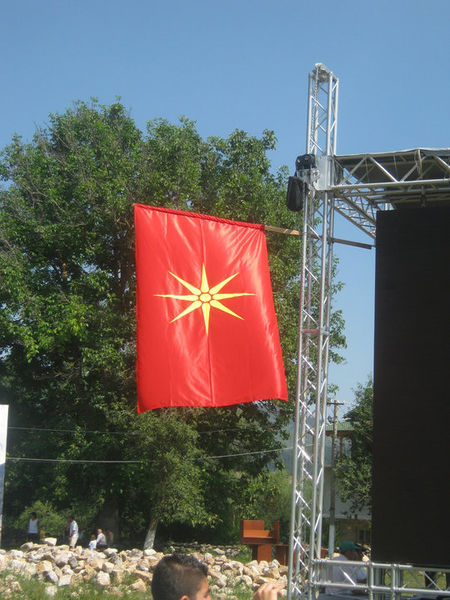
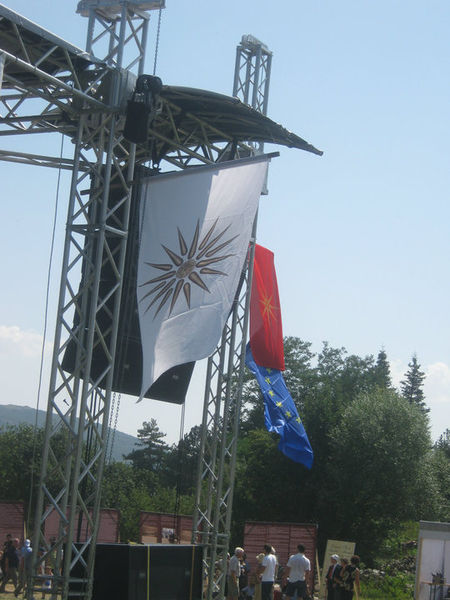
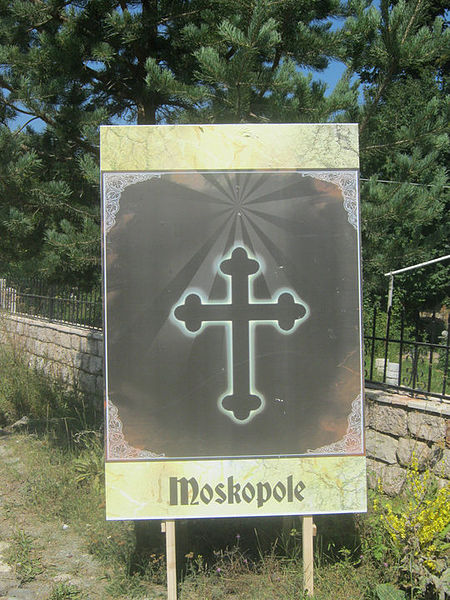
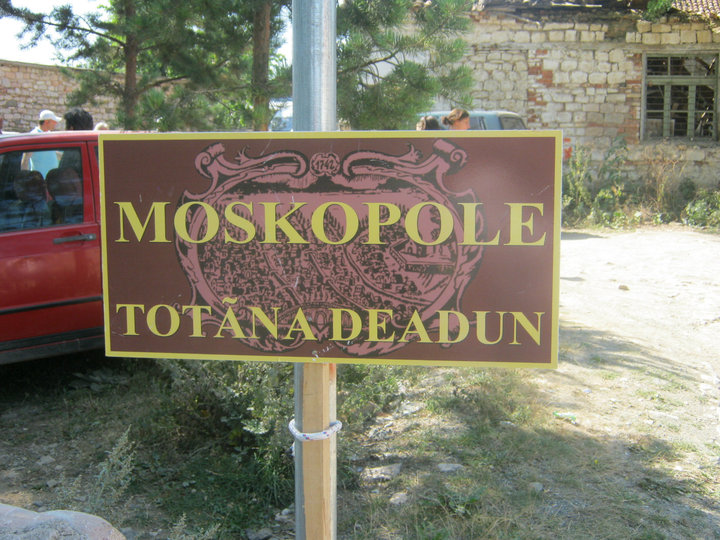
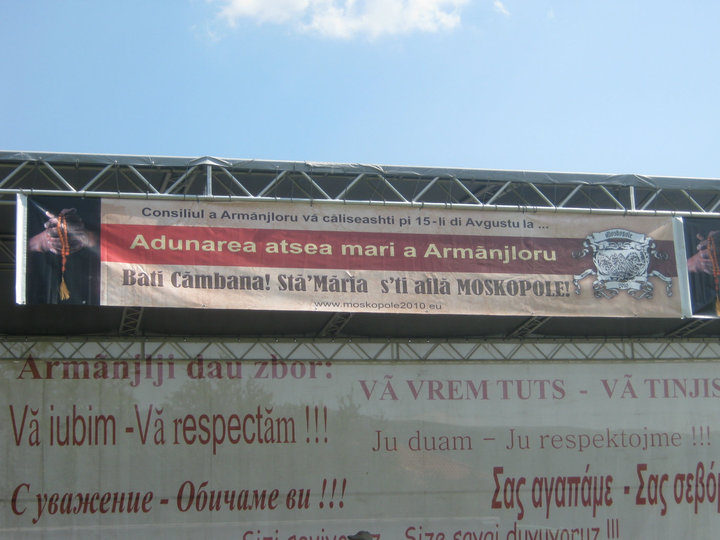
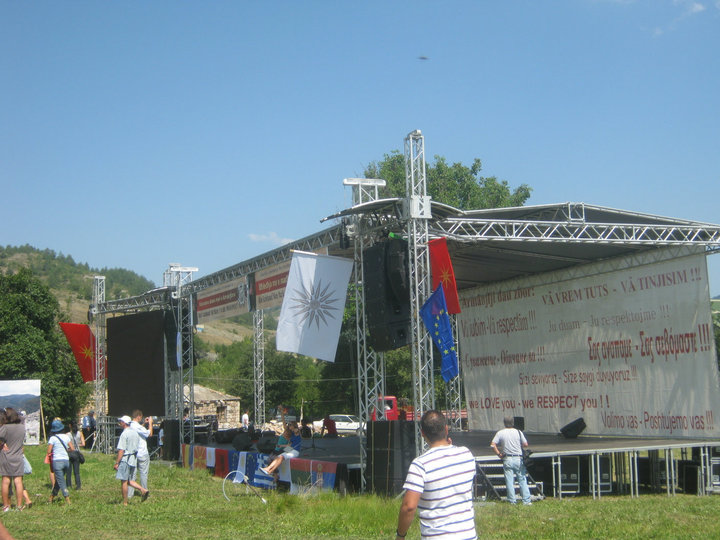
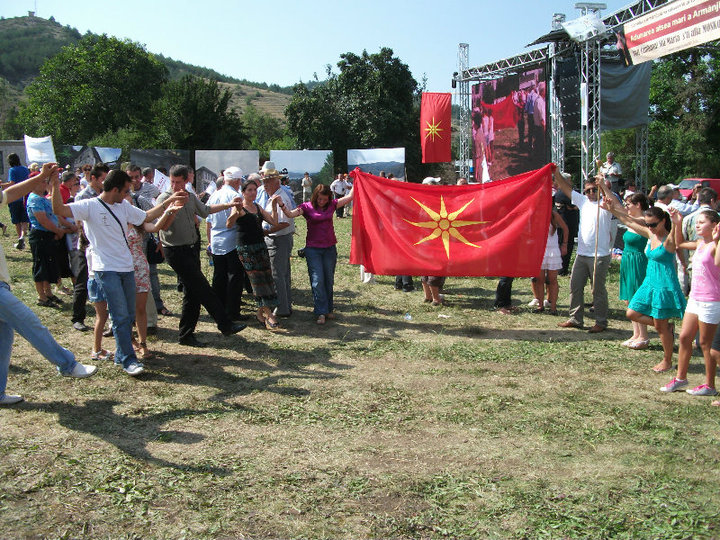

## Moscopoleni importanți
- Constantin Ucuta
- Mihail G. Boiagi
- Teodor Cavalioti
- Daniil Moscopoleanul
- Constantin Roja
- Nicolae Ianovici